# Leichtathletik-Weltmeisterschaften 2019/Teilnehmer (Deutschland)
| Gelbes Symbol für Goldmedaillen mit stilisierten Olympischen Ringen | Graues Symbol für Silbermedaillen mit stilisierten Olympischen Ringen | Braundes Symbol für Bronzemedaillen mit stilisierten Olympischen Ringen |
| ------------------------------------------------------------------- | --------------------------------------------------------------------- | ----------------------------------------------------------------------- |
| 2                                                                   | —                                                                     | 4                                                                       |

Der Leichtathletikverband von Deutschland nahm an den Leichtathletik-Weltmeisterschaften 2019 in Doha teil. Die ersten sieben Teilnehmer wurden mit den Gehern bereits Anfang Juli vom Deutschen Leichtathletik-Verband nominiert. Weitere 39 Athletinnen und Athleten folgten im August. Mitte September wurde das vermeintlich finale Aufgebot mit insgesamt 71 Athletinnen und Athleten bekannt gegeben, wobei die zuvor nominierten Marie-Laurence Jungfleisch und Kristin Gierisch in der Zwischenzeit ihren Start verletzungsbedingt absagten und Speerwerfer Bernhard Seifert aus Formgründen zu Gunsten von Julian Weber verzichtete. In den Folgetagen bekamen Christina Honsel und Steven Müller auf Einladung des Weltverbandes IAAF allerdings noch einen Startplatz, während auch Carolin Schäfer und Neele Eckhardt ihren Start absagten.

## Medaillengewinner
| Medaille | Athlet                  | Disziplin        |
| -------- | ----------------------- | ---------------- |
| Gold     | Niklas Kaul             | Zehnkampf        |
| Gold     | Malaika Mihambo         | Weitsprung       |
| Bronze   | Gesa Felicitas Krause   | 3000 m Hindernis |
| Bronze   | Christina Schwanitz     | Kugelstoßen      |
| Bronze   | Konstanze Klosterhalfen | 5000 m           |
| Bronze   | Johannes Vetter         | Speerwurf        |

## Ergebnisse

### Frauen

#### Laufdisziplinen
| Athletin | Disziplin        | Vorlauf              | Vorlauf              | Halbfinale           | Halbfinale           | Finale               | Finale               |
| Athletin | Disziplin        | Zeit                 | Platz                | Zeit                 | Platz                | Zeit                 | Platz                |
| --- | ---------------- | -------------------- | -------------------- | -------------------- | -------------------- | -------------------- | -------------------- |
| Gina Lückenkemper | 100 m            | 11,29 s              | 20                   | 11,30 s              | 20                   | DNQ                  | DNQ                  |
| Lisa-Marie Kwayie | 100 m            | nicht auf Startliste | nicht auf Startliste | nicht auf Startliste | nicht auf Startliste | nicht auf Startliste | nicht auf Startliste |
| Lisa-Marie Kwayie | 200 m            | 22,77 s PB           | 10                   | 22,83 s              | 13                   | DNQ                  | DNQ                  |
| Tatjana Pinto | 100 m            | 11,19 s              | 10                   | 11,29 s              | 18                   | DNQ                  | DNQ                  |
| Tatjana Pinto | 200 m            | 22,63 s PB           | 08                   | 23,11 s              | 18                   | DNQ                  | DNQ                  |
| Jessica-Bianca Wessolly | 200 m            | 23,10 s              | 22                   | 23,37 s              | 21                   | DNQ                  | DNQ                  |
| Christina Hering | 800 m            | 2:03,15 min          | 19                   | DNQ                  | DNQ                  | –                    | –                    |
| Katharina Trost | 800 m            | 2:01,45 min          | 05                   | 2:01,77 min          | 17                   | DNQ                  | DNQ                  |
| Caterina Granz | 1500 m           | 4:12,36 min          | 31                   | DNQ                  | DNQ                  | –                    | –                    |
| Hanna Klein | 1500 m           | nicht auf Startliste | nicht auf Startliste | nicht auf Startliste | nicht auf Startliste | nicht auf Startliste | nicht auf Startliste |
| Hanna Klein | 5000 m           | 15:28,65 min         | 18                   |                      |                      | DNQ                  | DNQ                  |
| Konstanze Klosterhalfen | 1500 m           | nicht auf Startliste | nicht auf Startliste | nicht auf Startliste | nicht auf Startliste | nicht auf Startliste | nicht auf Startliste |
| Konstanze Klosterhalfen | 5000 m           | 15:01,57 min         | 06                   |                      |                      | 14:28,43 min         | Bronze               |
| Alina Reh | 5000 m           | nicht auf Startliste | nicht auf Startliste | nicht auf Startliste | nicht auf Startliste | nicht auf Startliste | nicht auf Startliste |
| Alina Reh | 10.000 m         |                      |                      |                      |                      | DNF                  | DNF                  |
| Cindy Roleder | 100 m Hürden     | 12,76 s SB           | 08                   | 12,86 s              | 11                   | DNQ                  | DNQ                  |
| Carolina Krafzik | 400 m Hürden     | 55,93 s              | 19                   | 56,41 s              | 23                   | DNQ                  | DNQ                  |
| Gesa Felicitas Krause | 3000 m Hindernis | 9:18,82 min          | 03                   |                      |                      | 9:03,30 min NR       | Bronze               |
| Saskia Feige | 20 km Gehen      |                      |                      |                      |                      | 1:37:14 h            | 11                   |
| - Yasmin Kwadwo - Lisa-Marie Kwayie - Gina Lückenkemper - Jessica-Bianca Wessolly nicht auf Startlisten: - Jennifer Montag - Lisa Nippgen - Tatjana Pinto | 4 × 100 m        | 42,82 s              | 7                    |                      |                      | 42,48 s              | 5                    |

#### Sprung/Wurf
| Athletin            | Disziplin      | Qualifikation                     | Qualifikation                     | Finale                            | Finale                            |
| Athletin            | Disziplin      | Weite/Höhe                        | Platz                             | Weite/Höhe                        | Platz                             |
| ------------------- | -------------- | --------------------------------- | --------------------------------- | --------------------------------- | --------------------------------- |
| Christina Honsel    | Hochsprung     | 1,80 m                            | 27                                | DNQ                               | DNQ                               |
| Imke Onnen          | Hochsprung     | 1,94 m                            | 04                                | 1,89 m                            | 09                                |
| Katharina Bauer     | Stabhochsprung | NM                                | NM                                | –                                 | –                                 |
| Lisa Ryzih          | Stabhochsprung | 4,60 m                            | 14                                | 4,50 m                            | 17                                |
| Malaika Mihambo     | Weitsprung     | 6,98 m                            | 01                                | 7,30 m WL                         | Gold                              |
| Neele Eckhardt      | Dreisprung     | nicht auf Startliste (Verletzung) | nicht auf Startliste (Verletzung) | nicht auf Startliste (Verletzung) | nicht auf Startliste (Verletzung) |
| Sara Gambetta       | Kugelstoßen    | 18,01 m                           | 13                                | DNQ                               | DNQ                               |
| Alina Kenzel        | Kugelstoßen    | 17,46 m                           | 20                                | DNQ                               | DNQ                               |
| Christina Schwanitz | Kugelstoßen    | 18,52 m                           | 07                                | 19,17 m                           | Bronze                            |
| Nadine Müller       | Diskuswurf     | 62,93 m                           | 08                                | 61,55 m                           | 08                                |
| Kristin Pudenz      | Diskuswurf     | 63,35 m                           | 06                                | 57,69 m                           | 11                                |
| Marike Steinacker   | Diskuswurf     | nicht auf Startliste              | nicht auf Startliste              | nicht auf Startliste              | nicht auf Startliste              |
| Claudine Vita       | Diskuswurf     | 62,31 m                           | 11                                | 60,77 m                           | 09                                |
| Annika-Marie Fuchs  | Speerwurf      | 58,16 m                           | 21                                | DNQ                               | DNQ                               |
| Christin Hussong    | Speerwurf      | 65,29 m                           | 02                                | 65,21 m                           | 04                                |

#### Siebenkampf
| Athletin        | Disziplin | 100 m Hürden                      | Hochsprung                        | Kugelstoßen                       | 200 m                             | Weitsprung                        | Speerwurf                         | 800 m                             | Punkte                            | Platz                             |
| --------------- | --------- | --------------------------------- | --------------------------------- | --------------------------------- | --------------------------------- | --------------------------------- | --------------------------------- | --------------------------------- | --------------------------------- | --------------------------------- |
| Carolin Schäfer | Ergebnis  | nicht auf Startliste (Verletzung) | nicht auf Startliste (Verletzung) | nicht auf Startliste (Verletzung) | nicht auf Startliste (Verletzung) | nicht auf Startliste (Verletzung) | nicht auf Startliste (Verletzung) | nicht auf Startliste (Verletzung) | nicht auf Startliste (Verletzung) | nicht auf Startliste (Verletzung) |
| Carolin Schäfer | Punkte    | nicht auf Startliste (Verletzung) | nicht auf Startliste (Verletzung) | nicht auf Startliste (Verletzung) | nicht auf Startliste (Verletzung) | nicht auf Startliste (Verletzung) | nicht auf Startliste (Verletzung) | nicht auf Startliste (Verletzung) | nicht auf Startliste (Verletzung) | nicht auf Startliste (Verletzung) |

### Männer

#### Laufdisziplinen
| Athlet | Disziplin        | Vorlauf              | Vorlauf              | Halbfinale           | Halbfinale           | Finale               | Finale               |
| Athlet | Disziplin        | Zeit                 | Platz                | Zeit                 | Platz                | Zeit                 | Platz                |
| --- | ---------------- | -------------------- | -------------------- | -------------------- | -------------------- | -------------------- | -------------------- |
| Steven Müller | 200 m            | 20,69 s              | 34                   | DNQ                  | DNQ                  | –                    | –                    |
| Marc Reuther | 800 m            | 1:47,31 min          | 33                   | DNQ                  | DNQ                  | –                    | –                    |
| Amos Bartelsmeyer | 1500 m           | 3:37,80 min          | 21                   | 3:37,74 min          | 20                   | DNQ                  | DNQ                  |
| Sam Parsons | 5000 m           | 13:38,53 min         | 24                   |                      |                      | DNQ                  | DNQ                  |
| Richard Ringer | 5000 m           | 13:49,20 min         | 30                   |                      |                      | DNQ                  | DNQ                  |
| Karl Bebendorf | 3000 m Hindernis | 8:32,58 min          | 31                   |                      |                      | DNQ                  | DNQ                  |
| Martin Grau | 3000 m Hindernis | 8:26,79 min SB       | 24                   |                      |                      | DNQ                  | DNQ                  |
| Luke Campbell | 400 m Hürden     | 50,20 s              | 23                   | 50,00 s              | 21                   | DNQ                  | DNQ                  |
| Constantin Preis | 400 m Hürden     | 50,93 s              | 31                   | DNQ                  | DNQ                  | –                    | –                    |
| Nils Brembach | 20 km Gehen      |                      |                      |                      |                      | DNF                  | DNF                  |
| Christopher Linke | 20 km Gehen      |                      |                      |                      |                      | 1:27:19 h            | 04                   |
| Hagen Pohle | 20 km Gehen      |                      |                      |                      |                      | 1:32:20 h            | 17                   |
| Carl Dohmann | 50 km Gehen      |                      |                      |                      |                      | 4:10:22 h            | 07                   |
| Jonathan Hilbert | 50 km Gehen      |                      |                      |                      |                      | 4:30:43 h            | 23                   |
| Karl Junghannß | 50 km Gehen      | nicht auf Startliste | nicht auf Startliste | nicht auf Startliste | nicht auf Startliste | nicht auf Startliste | nicht auf Startliste |
| Nathaniel Seiler | 50 km Gehen      |                      |                      |                      |                      | DNF F                | DNF F                |
| - Joshua Hartmann - Julian Reus - Roy Schmidt - Marvin Schulte nicht auf Startliste: - Patrick Domogala - Michael Pohl | 4 × 100 m        | 38,24 s SB           | 12                   |                      |                      | DNQ                  | DNQ                  |

#### Sprung/Wurf
| Athlet               | Disziplin      | Qualifikation        | Qualifikation        | Finale               | Finale               |
| Athlet               | Disziplin      | Weite/Höhe           | Platz                | Weite/Höhe           | Platz                |
| -------------------- | -------------- | -------------------- | -------------------- | -------------------- | -------------------- |
| Mateusz Przybylko    | Hochsprung     | 2,17 m               | 30                   | DNQ                  | DNQ                  |
| Torben Blech         | Stabhochsprung | 5,45 m               | 23                   | DNQ                  | DNQ                  |
| Raphael Holzdeppe    | Stabhochsprung | 5,75 m               | 08                   | 5,70 m               | 6                    |
| Bo Kanda Lita Baehre | Stabhochsprung | 5,70 m               | 11                   | 5,70 m               | 4                    |
| Christoph Harting    | Diskuswurf     | 63,08 m              | 14                   | DNQ                  | DNQ                  |
| Martin Wierig        | Diskuswurf     | 63,65 m              | 11                   | 64,98 m              | 8                    |
| David Wrobel         | Diskuswurf     | 62,34 m              | 16                   | DNQ                  | DNQ                  |
| Andreas Hofmann      | Speerwurf      | 80,06 m              | 20                   | DNQ                  | DNQ                  |
| Thomas Röhler        | Speerwurf      | 79,23 m              | 23                   | DNQ                  | DNQ                  |
| Bernhard Seifert     | Speerwurf      | nicht auf Startliste | nicht auf Startliste | nicht auf Startliste | nicht auf Startliste |
| Johannes Vetter      | Speerwurf      | 89,35 m              | 01                   | 85,37 m              | Bronze               |
| Julian Weber         | Speerwurf      | 84,29 m              | 07                   | 81,26 m              | 6                    |

#### Zehnkampf
| Athlet       | Disziplin | 100 m      | Weitsprung | Kugelstoßen | Hochsprung | 400 m      | 110 m Hürden | Diskuswurf | Stabhochsprung | Speerwurf   | 1500 m         | Punkte  | Platz |
| ------------ | --------- | ---------- | ---------- | ----------- | ---------- | ---------- | ------------ | ---------- | -------------- | ----------- | -------------- | ------- | ----- |
| Niklas Kaul  | Ergebnis  | 11,27 s    | 7,19 m     | 15,10 m     | 2,02 m     | 48,48 s SB | 14,64 s      | 49,20 m PB | 5,00 m PB      | 79,05 m CDB | 4:15,70 min SB | 8691 PB | Gold  |
| Niklas Kaul  | Platz     | 20         | 16         | 11          | 9          | 8          | 14           | 1          | 6              | 1           | 1              | 8691 PB | Gold  |
| Niklas Kaul  | Punkte    | 801        | 859        | 796         | 822        | 886        | 894          | 854        | 910            | 1028        | 841            | 8691 PB | Gold  |
| Kai Kazmirek | Ergebnis  | 10,82 s SB | 7,26 m     | 14,30 m     | 2,05 m SB  | 47,35 s    | DNF          | 44,85 m SB | 5,20 m PB      | 60,08 m SB  | 4:49,16 min    | 7414    | 17    |
| Kai Kazmirek | Platz     | 9          | 13         | 16          | 6          | 2          | DNF          | 14         | 3              | 8           | 16             | 7414    | 17    |
| Kai Kazmirek | Punkte    | 901        | 876        | 747         | 850        | 941        | 0            | 764        | 972            | 739         | 624            | 7414    | 17    |
| Tim Nowak    | Ergebnis  | 11,12 s SB | 7,07 m     | 14,69 m     | 2,02 m SB  | 49,60 s SB | 14,60 s SB   | 45,02 m    | 4,90 m         | 56,76 m     | 4:22,18 min    | 8122    | 10    |
| Tim Nowak    | Platz     | 17         | 19         | 14          | 8          | 17         | 13           | 13         | 8              | 16          | 2              | 8122    | 10    |
| Tim Nowak    | Punkte    | 834        | 830        | 771         | 822        | 833        | 899          | 767        | 880            | 689         | 797            | 8122    | 10    |

### Mixed
| Athlet/in | Disziplin | Vorlauf     | Vorlauf | Halbfinale | Halbfinale | Finale | Finale |
| Athlet/in | Disziplin | Zeit        | Platz   | Zeit       | Platz      | Zeit   | Platz  |
| --- | --------- | ----------- | ------- | ---------- | ---------- | ------ | ------ |
| - Marvin Schlegel (m) - Luna Bulmahn (w) - Karolina Pahlitzsch (w) - Manuel Sanders (m) nicht auf Startliste: - Tobias Lange (m) - Nelly Schmidt (w) | 4 × 400 m | 3:17,85 min | 14      |            |            | DNQ    | DNQ    |